# جیمی دیوالت
جیمی دِیوالت (انگلیسی: Jimmy Daywalt؛ زادهٔ ۲۸ اوت ۱۹۲۴ در وابش، ایندیانا، درگذشتهٔ ۴ آوریل ۱۹۶۶ در ایندیاناپلیس، ایندیانا) رانندهٔ مسابقات اتومبیل‌رانی فرمول یک اهل ایالات متحده آمریکا بود که از فصل ۱۹۵۱ تا ۱۹۶۰ در مجموع در ۱۰ گراند پری شرکت کرد، اما موفق به کسب هیچ امتیازی نشد.
دیوالت در ۴ آوریل ۱۹۶۶ بر اثر ابتلا به سرطان در ایندیاناپلیس، ایندیانا درگذشت.